# Torneo de Verano 2019 (Chile)
El Torneo de Verano 2019 (Torneo de Verano Fox Sports 2019) fue la edición inaugural de esta copa amistosa, organizada por la cadena de televisión Fox Sports, se celebró entre el 20 de enero y el 2 de febrero de 2019 en la ciudad de Viña del Mar gracias a un convenio entre el municipio y los organizadores.

## Organización

### Sede
La sede de la competición fue el Estadio Sausalito de la ciudad de Viña del Mar en la Región de Valparaíso de Chile.
| Viña del Mar                                   | Estadio Sausalito |
| Estadio Sausalito                              | Estadio Sausalito |
| 33°00′55″S 71°33′00″O / -33.015348, -71.550028 | Estadio Sausalito |
| Capacidad: 21.000                              | Estadio Sausalito |

### Reglas
El formato del cuadrangular constó de una fase grupal donde los cuatro equipos jugaron “todos contra todos” completando seis partidos. Los dos clubes con mejores puntajes disputaron una final el 2 de febrero.
Los equipos podían realizar 5 cambios en cada partido.

## Participantes
| Participantes                                  | Participantes                      | Participantes                                  | Participantes                                  |
| Bandera de la Región Metropolitana de Santiago | Bandera de la Región de Valparaíso | Bandera de la Región Metropolitana de Santiago | Bandera de la Región Metropolitana de Santiago |
| Colo-Colo                                      | Everton                            | Unión Española                                 | Universidad Católica                           |
| Entrenadores                                   | Entrenadores                       | Entrenadores                                   | Entrenadores                                   |
| ---------------------------------------------- | ---------------------------------- | ---------------------------------------------- | ---------------------------------------------- |
| Mario Salas                                    | Gustavo Díaz                       | Fernando Díaz                                  | Gustavo Quinteros                              |
| Capitanes                                      |                                    |                                                |                                                |
| Esteban Paredes                                | Marcos Velásquez                   | Diego Sánchez                                  | José Pedro Fuenzalida                          |

## Clasificación
|                                    | Equipo               | PTS | PJ | PG | PE | PP | GF | GC | DG |
| ---------------------------------- | -------------------- | --- | -- | -- | -- | -- | -- | -- | -- |
| 1.                                 | Universidad Católica | 7   | 3  | 2  | 1  | 0  | 5  | 2  | 3  |
| 2.                                 | Everton              | 7   | 3  | 2  | 1  | 0  | 5  | 3  | 2  |
| 3.                                 | Unión Española       | 3   | 3  | 1  | 0  | 2  | 1  | 2  | -1 |
| 4.                                 | Colo-Colo            | 0   | 3  | 0  | 0  | 3  | 3  | 7  | -4 |
| Actualizado el 30 de enero de 2019 |                      |     |    |    |    |    |    |    |    |

      Acceden a la Final
      Acceden a Partidol por Tercer puesto

## Resultados
| 19 de enero de 2019, 19:05 | Everton          | 1:1 (0:0) | Universidad Católica | Estadio Sausalito, Viña del Mar                            |                                                            |
|                            | - G. Freitas 63' | Reporte   | - V. Huerta 53'      | Asistencia: 8.211 espectadores Árbitro(s): Christian Rojas | Asistencia: 8.211 espectadores Árbitro(s): Christian Rojas |

| Uniformes | Uniformes |
| --------- | --------- |
|           |           |

| 23 de enero de 2019, 19:05 | Colo-Colo | 0:1 (0:0) | Unión Española  | Estadio Sausalito, Viña del Mar                           |                                                           |
|                            |           | Reporte   | - D. Llanos 64' | Asistencia: 7.576 espectadores Árbitro(s): Nicolás Gamboa | Asistencia: 7.576 espectadores Árbitro(s): Nicolás Gamboa |

| Uniformes | Uniformes |
| --------- | --------- |
|           |           |

| 26 de enero de 2019, 12:05 | Colo-Colo        | 1:3 (0:1) | Universidad Católica                                     | Estadio Sausalito, Viña del Mar                              |                                                              |
|                            | - E. Paredes 88' | Reporte   | - C. Fuentes 15' - J.P. Fuenzalida 48' - C. Munder 90+1' | Asistencia: 6.899 espectadores Árbitro(s): Ángelo Hermosilla | Asistencia: 6.899 espectadores Árbitro(s): Ángelo Hermosilla |

| Uniformes | Uniformes |
| --------- | --------- |
|           |           |

| 27 de enero de 2019, 19:05 | Everton         | 1:0 (0:0) | Unión Española | Estadio Sausalito, Viña del Mar |                            |
|                            | - C. Suárez 82' | Reporte   |                | Árbitro(s): Fabián Aracena      | Árbitro(s): Fabián Aracena |

| Uniformes | Uniformes |
| --------- | --------- |
|           |           |

| 29 de enero de 2019, 19:05 | Universidad Católica | 1:0 (0:0) | Unión Española | Estadio Sausalito, Viña del Mar                           |                                                           |
|                            | - D. Buonanotte 49'  | Reporte   |                | Asistencia: 4.707 espectadores Árbitro(s): Julio Bascuñán | Asistencia: 4.707 espectadores Árbitro(s): Julio Bascuñán |

| Uniformes | Uniformes |
| --------- | --------- |
|           |           |

| 30 de enero de 2019, 19:05 | Everton                                                | 3:2 (0:2) | Colo-Colo                       | Estadio Sausalito, Viña del Mar                            |                                                            |
|                            | - A. Madrid 41' - M. Cerato 55' - J. Cuevas 82' (pen.) | Reporte   | - E. Pavez 10' - A. Vilches 33' | Asistencia: 8.373 espectadores Árbitro(s): César Deischler | Asistencia: 8.373 espectadores Árbitro(s): César Deischler |

| Uniformes | Uniformes |
| --------- | --------- |
|           |           |

### Final
| 2 de febrero de 2019, 19:05 | Everton         | 1:4 (0:2) | Universidad Católica                                                        | Estadio Sausalito, Viña del Mar                             |                                                             |
|                             | - M. Cerato 82' | Reporte   | - D. Valencia 27' - E. Puch 43' - D. Buonanotte 63' - J.P. Fuenzalida 90+4' | Asistencia: 13.419 espectadores Árbitro(s): Felipe González | Asistencia: 13.419 espectadores Árbitro(s): Felipe González |

| Uniformes | Uniformes |
| --------- | --------- |
|           |           |

## Campeón
|                                     |
| Club Deportivo Universidad Católica |
|                                     |
| 1.er título                         |

### Goleadores
| Jugador               | Equipo               | Goles |
| --------------------- | -------------------- | ----- |
| Diego Buonanotte      | Universidad Católica | 2     |
| Maximiliano Cerato    | Everton              | 2     |
| José Pedro Fuenzalida | Universidad Católica | 2     |
| Valber Huerta         | Universidad Católica | 1     |
| Gonzalo Freitas       | Everton              | 1     |
| David Llanos          | Unión Española       | 1     |
| César Fuentes         | Universidad Católica | 1     |
| César Munder          | Universidad Católica | 1     |
| Esteban Paredes       | Colo Colo            | 1     |
| Cristián Suárez       | Everton              | 1     |
| Esteban Pavez         | Colo Colo            | 1     |
| Andrés Vilches        | Colo Colo            | 1     |
| Álvaro Madrid         | Everton              | 1     |
| Juan Cuevas           | Everton              | 1     |
| Diego Valencia        | Universidad Católica | 1     |
| Edson Puch            | Universidad Católica | 1     |

Fuente: Web oficial del Torneo Archivado el 23 de enero de 2019 en Wayback Machine.